# あんくるふじや
株式会社あんくるふじや（UNCLE FUJIYA）は、佐賀県佐賀市に本社を置くスーパーマーケットのチェーンストアを展開していた企業。西日本鉄道の連結子会社であった。2017年4月1日に西鉄ストアに吸収合併され解散したが、「あんくるふじや」の店舗名は現在も維持されている。

## 概要
1947年（昭和22年）4月に佐賀市で創業した「富士屋酒店」（ふじやさけてん）が前身である。創業以来、酒販店として営業を続けていたが、1990年（平成2年）7月に酒類のディスカウントストア「あんくるふじや」を開店して以降、1995年（平成7年）に「新鮮市場 あんくるふじや」の店舗名で生鮮食品の小売を開始しスーパーマーケット業に参入、2000年（平成12年）には生鮮に特化したスーパーマーケットブランド「夢市場」を設立するなど、業務拡大を推進してきた。
西鉄ストア吸収前日の2017年（平成29年）3月31日現在では、佐賀県および福岡県筑後地方を中心に酒類ディスカウントストアの「あんくるふじや」、生鮮特化型スーパーマーケットの「あんくる夢市場」を展開していた。かつては長崎県と佐賀県に神戸物産とのFC契約による「業務スーパー」を1店舗ずつ運営していたが撤退した。
2011年（平成23年）9月22日に、西日本鉄道が当社の全株式を取得する方針を発表し、同年10月17日付で同社の完全子会社となった。買収後は直ちに役員を送り込んだが、社長はそのまま続投した。2012年6月28日付で西日本鉄道より出向の有馬紀顕が代表取締役社長に就任、創業者一族で前任の大田尾こずゑは相談役に退き、創業者一族の経営に終止符を打った。
2017年4月1日に西鉄ストアに吸収合併され、会社解散。引き続き「あんくるふじや」の店舗名は現在も維持されている。

## 沿革（西鉄ストア吸収まで）
- 1947年（昭和22年）4月 - 富士屋酒店として創業。
- 1961年（昭和36年）5月 - 有限会社に改組し、有限会社冨士屋酒店を佐賀市松原町に設立。
- 1989年（平成元年）7月 - 本社を佐賀市鍋島町に移転し、「あららぎ酒店」と「白山酒店」を合併。
- 1990年（平成2年）7月 - 「あんくるふじや」第1号店となる佐賀北部店を開店し、酒類ディスカウントストアに参入。
- 1995年（平成7年）10月 - 本社を佐賀市南佐賀に移転し、株式会社あんくるふじやに改組、商号変更。同年、スーパーマーケット業に参入。
- 2000年（平成12年） - 生鮮特化型スーパーマーケットの「あんくる夢市場」第1号店となる久留米店を開店。
- 2006年（平成18年） - 業務スーパー第1号店となる佐賀東部環状店を開店。
- 2011年（平成23年）10月17日 - 西日本鉄道の連結子会社となる。
- 2017年（平成29年）4月1日 - 西鉄ストアへ吸収合併（店舗名は維持）[3]。

## 店舗
2017年3月31日現在、福岡県と佐賀県酒類ディスカウントストアとスーパーマーケット33店舗を展開していた。なお、2018年6月8日に西鉄ストア吸収後初の新店となる鷹見台店が開店した。以下は、会社消滅前日の2017年3月31日現在の状況を記す

### あんくるふじや
佐賀県
- 佐賀本店（佐賀市）
- 佐賀北部店（佐賀市）
- 佐賀東部店（佐賀市）
- 川副店（佐賀市）
- 久保田店（佐賀市）
- 上峰店（三養基郡上峰町）
- 鳥栖店（鳥栖市）
- 鳥栖弥生が丘店（鳥栖市）
- 小城店（小城市）
- 唐津店（唐津市）
- 唐津西店（唐津市）
- 伊万里店（伊万里市）
- 武雄店（武雄市）
- 鹿島店（鹿島市）
- 太良店（藤津郡太良町）
- 有田店（西松浦郡有田町）

福岡県
- 久留米店（久留米市）
- 久留米東店（久留米市）
- 久留米南店（久留米市）
- 三潴店（久留米市）
- 前原店（糸島市）
- 那珂川店（那珂川市）
- 甘木店（朝倉市）
- 香椎店（福岡市東区）
- 那珂南店（福岡市）-　合併後に閉店
- 筑後店（筑後市）-　合併後に閉店

### あんくる夢市場
佐賀県
- 鳥栖弥生が丘店（鳥栖市）
- 久保田店（佐賀市）
- 唐津店（唐津市）-合併後に閉店
- 鹿島店（鹿島市）

福岡県
- 久留米店（久留米市）
- 三潴店（久留米市）
- 甘木店（朝倉市）
- 佐賀本店（佐賀市）- 合併後の2019年5月31日に閉店[5]。

### 閉店した店舗
- 業務スーパー 佐賀東部環状店（佐賀市） - 2010年に閉店。
- 業務スーパー 長崎東町店（長崎市） - 2012年に11月閉店。
- あんくるふじや 東部環状店（佐賀市）
- あんくるふじや 三瀬店（佐賀市）
- あんくるふじや 伊万里大坪店（伊万里市）
- あんくるふじや 久留米中央店（久留米市）
- あんくるふじや 野中店（久留米市）
- あんくるふじや 大野城店（大野城市）
- あんくるふじや 佐賀中央店（佐賀市）
- あんくる夢市場 野中店（久留米市） - 旧ラララグループ・ハローくらし館の店舗。2009年に閉店。